# Messerschmitt Me P.1095
De Messerschmitt Me P.1095 is een project voor een jachtvliegtuig ontworpen door de Duitse vliegtuigontwerper Messerschmitt.

## Ontwikkeling.
Het Messerschmitt Me P.1092 project werd in het voorjaar van 1943 opgestart voor de ontwikkeling van een serie lichtgewicht, eenmotorige jachtvliegtuigen. Tevens werd de Messerschmitt Me 328 ontwikkeld. Dit was een project voor een jachtvliegtuig dat was voorzien van een pulsjet straalmotor. Geen van deze projecten leverde het benodigde resultaat en er werden geen toestellen in productie genomen. Dipl-Ingenieur Rudolf Seitz maakte echter wel goed gebruik van de ervaringen die men had opgedaan met de Me P.1092 serie. Hij had de leiding over het ontwerpteam. Men had ook besloten om zo veel mogelijk bestaande onderdelen te gebruiken in dit nieuwe project.

### Eerste ontwerp
Van het eerste ontwerp werden twee uitvoeringen gepland. In het eerste ontwerp maakte men gebruik van de gehele staartsectie van Messerschmitt Me 262. Er werd een geheel houten vleugel ontwikkeld. De tweede uitvoering maakte gebruik van de Me 328 staartsectie. Hiervoor werd een iets kleinere geheel metalen vleugel ontworpen. De twee ontwerpen maakte gebruik van dezelfde nieuwe romp. Hierin werd een brandstoftank van 200 lt geplaatst. Deze bevond zich tussen de cockpit en de rompneus. Achter de cockpit bevonden zich twee 590 lt tanks. De Junkers Jumo 004B straalmotor werd onder de romp aangebracht. Het onderhouden van de motor werd door deze plaatsing wel gemakkelijker maar het gevaar dat er voorwerpen in de motor werden gezogen werd hierdoor wel groter. Het Me 309 neuswiel landingsgestel werd toegepast. Het werd in oktober 1943 getest door Junkers in hun fabriek te Dessau. De bewapening bestond uit twee 30 mm MK108 kanonnen in de rompneus.

### Tweede ontwerp
Het tweede ontwerp dateert van 19 oktober 1943. Over dit project zijn niet veel gegevens bewaard gebleven. Het betrof een geheel ander toestel dat een vleugel had met een kleinere pijlstand.
Het P.1095 project werd in het begin van 1944 stopgezet. De voornaamste reden was de plaatsing van de motor. Tevens zouden de prestaties die van de Me 262 niet kunnen overtreffen.
Vooroorlogse ontwerpen:
S 7 ·
S 8 ·
S 9 ·
S 10 ·
S 13 ·
S 14 ·
S 15 ·
S 16 ·
M 17 ·
M 18 ·
M 19 ·
M 20 ·
M 21 ·
M 22 ·
M 23 ·
M 24 ·
M 25 ·
M 26 ·
M 27 ·
M 28 ·
M 29 ·
M 30 ·
M 31 ·
M 33 ·
M 35 ·
M 36 · 
M 37
Ontwerpen 1933-1945:
Bf 108 · 
Bf 109 ·
Bf 109TL ·
Bf 109Z ·
Bf 110 ·
Bf 161 ·
Bf 162 ·
Me 163 · 
Me 209 ·
Me 210 ·
Me 261 ·
Me 262 · 
Me 263 ·
Me 264 · 
Me 265 · 
Me 290 · 
Me 309 ·
Me 309Z ·
Me 321 · 
Me 323 · 
Me 328 · 
Me 334 ·
Me 410 · 
Me 509 · 
Projecten tot 1945:
P.1051 ·
P.1062 ·
P.1065 ·
P.1070 ·
P.1073 ·
P.1092 ·
P.1095 ·
P.1099 ·
P.1100 ·
P.1101 ·
P.1102 ·
P.1103 ·
P.1104 ·
P.1106 ·
P.1107 ·
P.1108 ·
P.1109 ·
P.1110 ·
P.1111 ·
P.1112
Libelle ·
Schwalbe ·
Wespe ·
P.08.01 ·
Zerstörer Project II
Overig:
C-44